# Haleigh Washington
Haleigh Meridian Washington, född 22 september 1995 i Denver, USA, är en volleybollspelare (center). Washington tog guld vid OS 2021 tillsammans med USA:s landslag.
Som ung spelade Washington förutom volley även basket. Hon gick först vid Clear Creek High School, men efter att familjen flyttat till Colorado Springs fortsatte hon vid Doherty High School, där hon satte delstatsrekord med 48 vunna poäng under en match med skollaget.
Hon fick utmärkelser som årets volleybollspelare i Colorado 2012 och 2013 och ledde sitt lag till en delstatsmästerskapstitel 2012. Hon bestämde sig för att gå på Pennsylvania State University. Där blev hon All-American tre gånger. Under första året (2014) vann hon NCAA Women's Division I Volleyball Championship med laget, medan det under henne sista år (2017) nådde semifinal. Efter att hon blev färdig med utbildningen flyttade hon till Italien för proffsspel i serie A1. Hon har hunnit spela med fem lag Olimpia Ravenna (2017/2018), Volley Millenium Brescia (2018/2019), UYBA Volley (2019/2020), AGIL Volley (2020–2022) och Pallavolo Scandicci Savino Del Bene (2022–).
Washington deltog med USA:s landslag både i kvalet till och huvudtävlingen för OS 2021. I turneringen tog USA guld och Washington utsågs till bästa blockare. Hon spelade också med landslaget i Volleyball Nations League 2021.